# Sukahurip (Cipatujah)
Sukahurip is een bestuurslaag in het regentschap Tasikmalaya van de provincie West-Java, Indonesië. Sukahurip telt 2588 inwoners (volkstelling 2010).